# .cu
‎.cu‏ دامنه اینترنتی کوبا است.